# Портрет с дождём
«Портре́т с дождём» — советский художественный фильм 1977 года режиссёра Гавриила Егиазарова по одноимённой пьесе Александра Володина.

## Сюжет
Действие происходит в портовом городе. Анатолий (И. В. Ледогоров), капитан дальнего плавания, похоронил свою мать. После похорон с ним осталась только Клавдия (Г. А. Польских), знакомая его двоюродной сестры, которая взяла на себя все хлопоты по организации похорон и даже оплатила расходы. Анатолий не верит, что она сделала это бескорыстно и ведёт себя с ней развязно. Оскорблённая Клавдия уходит.
Анатолий постепенно понимает, что Клавдия — просто добрый, отзывчивый человек, всегда готовый прийти на помощь. Он пытается встретиться с ней, однако их отношения складываются непросто.
В заключительной сцене фильма Клавдия под проливным дождём бежит за собакой, которую перед уходом в плавание оставил Анатолий. Собака бежит в порт, откуда отправляется корабль Анатолия.

## В ролях
- Галина Польских — Клавдия Шишкина
- Игорь Ледогоров — Анатолий
- Алексей Петренко — Игорь Петрович
- Валентина Талызина — Ирина
- Ирина Малышева — Лена
- Юрий Васильев — Костя
- Галина Манухина — Зина
- Евдокия Германова — Марина Куликова
- Светлана Немоляева — Виктория Куликова, мать Марины
- Михаил Семаков — Витя
- Светлана Тормахова — Валентина